# Agustín Baldi
Agustín Baldi (San Carlos de Bariloche, Provincia de Río Negro; 11 de mayo de 2002) es un futbolista argentino. Juega como defensor en el Club Atlético Belgrano de la Primera División de Argentina. 

## Clubes
| Club     | País      | Período    | PJ | Anotado |
| -------- | --------- | ---------- | -- | ------- |
| Tigre    | Argentina | 2020-2023. | 25 | 0       |
| Belgrano | Argentina | 2024-act.  | 2  | 0       |